# Esaias van de Velde

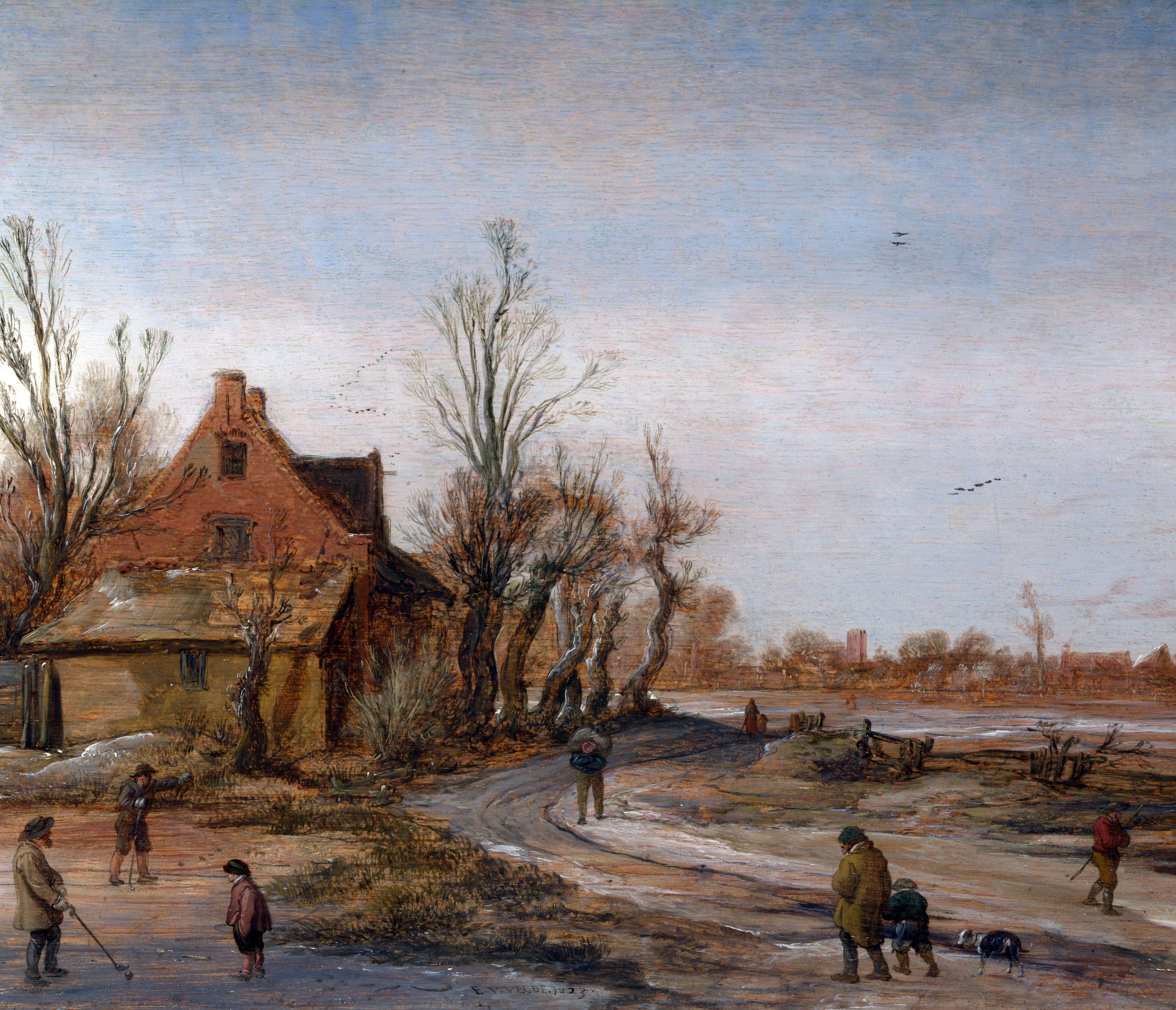
Paesaggio invernale

Esaias van de Velde (Amsterdam, 17 maggio 1587 – L'Aia, 18 novembre 1630) è stato un pittore e incisore olandese.

## Biografia
Nacque ad Amsterdam, dove il padre Hans, protestante, era fuggito nel 1585. Jan van de Velde II era suo nipote, mentre non aveva relazioni di parentela con Willem van de Velde.
Fu allievo del padre Hans van de Velde (Anversa, 1552 - Amsterdam, 1609) e, alla morte di questi, di Gillis van Coninxloo, un pittore paesaggista di Anversa appartenente alla scuola di Pieter Bruegel il Vecchio, e forse di David Vinckboons.
Dopo la morte del padre, si trasferì ad Haarlem e nel 1612 entrò nella Corporazione di San Luca a cui appartenevano anche Hercules Seghers e Willem Buytewech.
Dal 1618 fino alla sua morte, visse a L'Aia.
Egualmente dotato come pittore, disegnatore e incisore, Esaias van de Velde giocò un ruolo chiave nello sviluppo della pittura realistica di paesaggi come un genere a sé stante,  in particolare nel primo decennio del XVII secolo in Haarlem.
Particolarmente capace nel disegno di piccole figure umane e d'animali, veniva spesso ingaggiato da altri pittori per completare i propri dipinti, in specie paesaggi.
Subì l'influenza del pittore tedesco Adam Elsheimer, in particolare nello sviluppo dei suoi dipinti in una direzione più naturalistica rispetto ai suoi maestri e nell'adozione di un punto di vista e linea d'orizzonte bassi, in modo da ottenere una maggiore profondità, e di una composizione triangolare. Altra sua caratteristica, è la presenza nei suoi dipinti di strade o fiumi che si snodano con strette curve, che definiscono la dimensione del paesaggio.
È considerato un pioniere nell'utilizzo del gesso nero, che intorno al 1620 iniziava ad acquisire popolarità presso molti artisti tra cui Jan van Goyen, proprio per la sua duttilità e granularità e quindi per la capacità di rendere la luce e le ombre, lo spazio e l'atmosfera.
Eseguì parecchie incisioni da suoi dipinti.
Fra i suoi allievi spiccano Jan van Goyen, Pieter van Laer, Jan Martszen il Giovane, Pieter de Neyn, Jan Asselyn.

## Opere
- La festa campestre, Rijksmuseum, Amsterdam, 1615
- Divertimento sul fossato ghiacciato, Alte Pinakothek, Monaco, 1618
- Vista dello Zierikzee, 1618
- Il traghetto del bestiame, Rijksmuseum, Amsterdam, 1622
- Un paesaggio invernale, National Gallery, Londra, 1623